# Небо боје ваниле (књига)
Vanilla Sky је књига српске модне блогерке Зоране Јовановић, познате под псеудонимом Zorannah, која је рођена 1990. године у Београду, где је и завршила школу за дизајн. Модна је блогерка од 2011. године, а данас се сматра једним од најзначајнијих стилских саветника. Објавила је четири књиге Life & Style, Life journal, Golden sky и Vanilla sky у издаваштву Вулкана из Београда 2016. године.

## О књизи
Књига Vanilla Sky прати живот манекенке Лане која свакодневно путује због посла, живи на Дедињу, богатство које има се приписује њеним родитељима тако да се свакодневно доказује како себи тако и другима. Њен свет се мења када упозна Марка, првог дечка који је не препознаје из медија и није импресиониран њеним богатством. Уз њега Лана искушава непознато, али њен живот испуњен плановима и очекивањима им представља изазове.